# Profil Optik
Profil Optik begyndte som Danmarks første frivillige optikerkæde i 1971 under navnet Optik-Køb. Ved udgangen af 2007 blev størsteparten af kæden afhændet af den oprindelige ejerkreds - til det svenske investeringsselskab Alipes. Senere i 2014 videresolgt til CVC Capital Partners. Profil Optik er i dag en del af Synsam Nordic, med dansk hovedkontor i Hedehusene. I 2020 omfatter Profil Optik i alt omkring 117 danske butikker.

## Historie
Virksomheden blev etableret i 1971 under navnet Optik-Køb. I 1972 ændredes navnet til Center-Optik, og blev i 1976 til Optiker-Ringen AMBA. FRA 1988 til det nuværende navn Profil Optik. I 1995 indgik Profil Optik i et nordisk indkøbssamarbejde, kaldet Nordic Optical Partners A/S, hvor Profil Optik havde 25 %. I 1999 bekendtgjorde Profil Optik og Nyt Syn, at de sluttede sig sammen i et fælles selskab: Optik Danmark a.m.b.a.